# Elatophilus antennatus
Elatophilus antennatus är en insektsart som beskrevs av Kelton 1976. Elatophilus antennatus ingår i släktet Elatophilus och familjen näbbskinnbaggar. Inga underarter finns listade i Catalogue of Life.